# 민사재판
확인적 재판·명령적 재판·형성적 재판(確認的裁判·命令的裁判·形成的裁判)이란 각각 확인의 소·이행의 소·형성의 소 등에 대응하는 재판을 말한다. 확인적 재판은 확인의 소에 대한 본안판결인 것이며 이에 따라서 소송물인 권리관계의 존부(存否)를 확정하게 되는 것이다. 이행의 소나 형성의 소에 있어서 청구기각의 판결도 제각기 이행의무가 없다는 것, 형성사건이나 형성권이 없다는 것을 확인하는 확인적 재판이 된다. 명령적 재판은 이행의 소에 대하여 청구를 인용(認容)하는 요지의 재판으로서 원고가 주장한 피고의 이행의무가 그대로 존재한다는 것을 선언하는 것이다. 이 재판이 확정되고 또한 가집행의 선언이 첨부되면 집행력이 발생하여 강제집행을 할 수 있게 된다. 형성적 재판은 형성의 소를 인용하는 재판으로서 이혼을 선언하거나 주주총회의 결의를 취소하거나 하는 것처럼 판결로 선언된 내용의 법률관계의 변동이 생기는 성질의 재판이다. 이러한 결과를 형성력이라고 부르며 형성적 재판에 독특한 것이다.

## 같이 보기
- 관할합의

## 참고 자료
- 조상희, 『법학전문대학원 민사소송법 기본강의』. 한국학술정보(주), 2009. ISBN 978895323077